# Inostrancevia

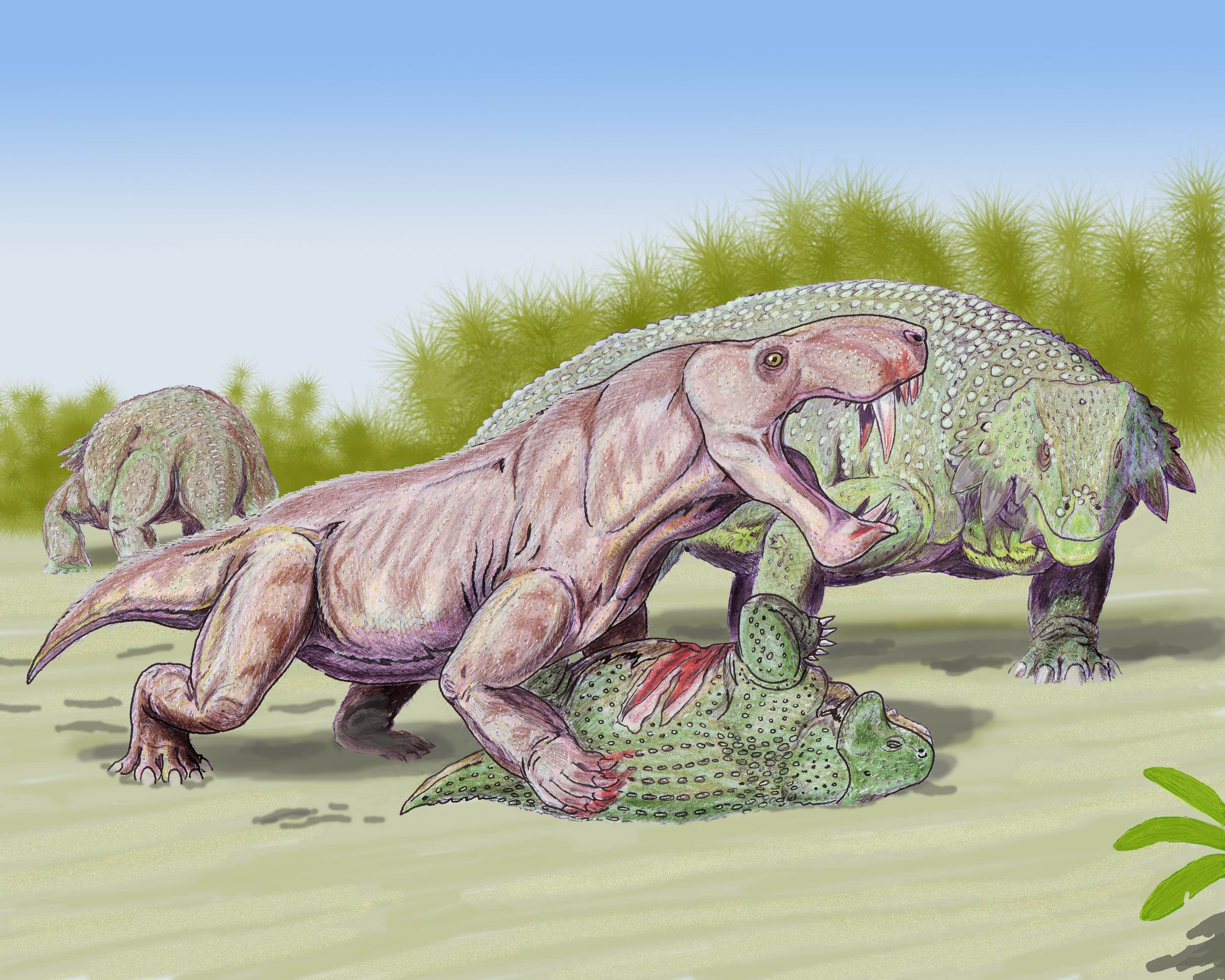
Scutosaurusra vadászó Inostrancevia alexandri

Az Inostrancevia az emlősszerűek (Synapsida) osztályának Therapsida rendjébe, ezen belül a Gorgonopsidae családjába tartozó nem.

## Tudnivalók
Az Inostrancevia egy gorgonopsid állat volt, amelyet az Arhangelszki területen folyó Kis-Északi-Dvina melletti Sokolki városnál találtak meg.
Az Inostrancevia 265-252,3 millió évvel élt ezelőtt a középső perm és késő perm korszakok idején.
Az Inostrancevia alexandri fajt egy majdnem teljes csontvázból ismerjük, csak néhány borda és csigolyavég hiányzik.
Mind minden Gorgonopsidae faj, az Inostrancevia is négy lábon járt. Hossza 3,5 méter és testtömege 300 kilogramm lehetett. Csontváza erőteljes testfelépítést mutat. A 60 centiméter hosszú koponya szemüregei kisebbek és halántékcsontjai nagyobbak voltak, mind a többi, kevésbé fejlett therapsidáké, amilyen a Biarmosuchus tener is volt. Az állat fogai eléggé nagyok voltak. Felső állcsontja 6 nagy metszőfogat, 2 nagy szemfogat és 10 kisebb őrlőfogat tartalmazott, míg az alsó állkapcsán 6 nagy metszőfog és 8 kisebb metszőfog ült.

## Rendszerezés
Az Inostrancevia nembe 3 faj tartozik:
- Inostrancevia alexandri Amalitsky, 1922 - típusfaj
- Inostrancevia latifrons Pravoslavelv, 1927
- Inostrancevia uralensis Tatarinov, 1974

### Fordítás
- Ez a szócikk részben vagy egészben  az   Inostrancevia című angol Wikipédia-szócikk ezen változatának fordításán alapul.  Az eredeti cikk szerkesztőit annak laptörténete sorolja fel. Ez a jelzés csupán a megfogalmazás eredetét és a szerzői jogokat jelzi, nem szolgál a cikkben szereplő információk forrásmegjelöléseként.